# 松本忍
松本忍（日语：松本 忍，1973年12月18日—），日本男性配音員、舞台演員。出身於大阪府。Mausu Promotion所屬、劇團ALTEREGO團員。O型血。

## 簡歷
以前經歷Bring-up、Mitsuya Project。

## 人物
也為許多動畫及海外電影、電視影集的配角、閒角獻聲。
興趣、特長是：雙層電子琴、殺陣、劍玉。

## 演出作品
※粗體字表示說明飾演的主要角色。

### 電視動畫
1998年
- 浪客劍心（政府高官）

1999年
- 仙魔大戰2000（日语：ビックリマン2000） （凶榮神諾克斯）

2000年
- 徽章戰士魂（遊樂園工作人員B）
- 遊☆戲☆王 怪獸之決鬥（塞凱姆、依森·沙庫、保羅·麥格雷戈、齊克·羅伊德的執事 等）

2001年
- 烏龍派出所（男人）
- 網球王子（客人）
- 戀愛占卜師（窮奇、惡靈）

2002年
- 真·女神轉生D 惡魔之子 光之書與闇之書（拉斐爾）
- 哨聲響起（教練、偵查男子）

2004年
- 吟遊默示錄（石月男爵 等）
- 烏龍派出所（社長、接待課長）
- 次元艦隊（未來乘組員 等）
- 遊☆戲☆王 怪獸之決鬥GX（寶玉獸琥珀·猛獁、岩之精靈泰坦、死神、戈葛〈黑蠍強力的戈葛〉 等）

2005年
- 我愛美樂蒂（利夫、老紳士 等）
- capeta（奥寺六三郎 等）
- 校園迷糊大王（電器工員、古株）
- 涼風（教師、審判、電視播報員）

2006年
- 家庭教師HITMAN REBORN！（布魯特斯、彭格列V世、道場踢館人、隊員）
- 人造昆蟲KABUTOBORG V×V（醫生、穆斯塔法、空手道家、節目主持人）
- 快樂魔法變（日语：まもって!ロリポップ）（湯米、貓頭鷹、擔任 等）

2008年
- 吸血鬼騎士（教師）
- 吸血鬼騎士 Guilty（執事長）
- GUNSLINGER GIRL -IL TEATRINO-（恐怖分子頭目、五共和國派的男子、幹部）
- 戀姬†無雙（官員、客人）
- 天體戰士桑雷德（傑諾拉、 等）
- 遊☆戲☆王5D's（牛尾的上司、坂巻、大師、幹部、施密特 等）

2009年
- 料理偶像（工作人員、廣播、廚師長、店員、廚師、側近、攝影師）
- 青空下的約定 ～歡迎來到鶇寮～（瀧村恒太）
- 天體戰士桑雷德 (第2期)（吉拉斯、木元友樹、巴扎德怪人 等）

2010年
- 料理偶像（妖精領袖）
- 咎狗之血（中毒者）
- 爆丸 (第2期)（播報員）

2011年
- 我們仍未知道那天所看見的花名。（男學生）
- 神的記事本（40男、組員A、男子C、組員B、黑道〈1〉、客人〈2〉）
- 灼眼的夏娜Ⅲ (Final)（「鬼功操縱師」薩雷·哈比希茨布爾格）
- Sacred Seven（夏目、教師）
- 迷糊軟網社（三島木洋）
- 和殿下一起 眼罩的野心（日语：殿といっしょ）（齋藤家家臣、織田家家臣A、親衛隊A、島津家家臣）
- 火影忍者疾風傳（天畫、喬賣屋店主、操舵手、影、醫療忍者、親人、男子、霧）
- Fate/Zero（阿薩辛）
- 便·當（三年級生）
- 魔乳秘劍帖（醉客、使用人A）
- 轉吧！企鵝罐（老師）
- 超元氣3姊妹 增量中！（警官B、廣播、狂熱者）

2012年
- 槍械少女!!（2）
- AKB0048（船員B）
- 織田信奈的野望（富塚元繁、氏家卜全、佐久間信盛）
- 卡片鬥爭！！先導者 亞洲巡迴賽篇（老人）
- Campione 弒神者！～不順從之神與弒神的魔王～（甘粕冬馬、野豬、義大利漁民B）
- 女皇之刃 叛亂（男子B、市民）
- CØDE：BREAKER 法外制裁者（鬼櫻組組員）
- GON -小恐龍阿貢-（阿德尼、父貝卡）
- PSYCHO-PASS（工廠作業員）
- JoJo的奇妙冒險（觀眾、執事、警官A、神父）
- 只要妳說妳愛我。（攝影師）
- 美少女死神 還我H之魂！（卡爾德·布洛古）
- TARI TARI（北池、岡帕格林）
- 探險托里蘭托（領隊）
- 偵探歌劇 少女福爾摩斯 Alternative TWO ～小林歐貝拉與虚空的鴉～（警備員）
- Muv-Luv Alternative Total Eclipse（基斯·布雷扎、先任衛士）
- 出包王女DARKNESS（叔叔）
- 夏色奇蹟（工作人員、顧客叔叔）
- 火影忍者疾風傳（雲忍、基的父親、木葉忍者、暗號部、忍者、熱、武士、聯合軍忍者、木葉忍者村民、土台、砂忍者村重臣、尼葛伊、防人、店員）
- 惡魔高校D×D（堀井）
- 襲來！美少女邪神（教師、達貢君、深者、大叔）
- 要聽爸爸的話！（田中店長）
- BTOOOM！（男子、程式設計師）
- 魔奇少年（家令、街上的人A、巴特爾、保安、士兵A、團員A、團員B、貧民B）
- 猛烈宇宙海賊（旅客、乘組員、雷達士）
- 農大菌物語Returns（酒保君）
- 校園剋星（學生A）
- 輪迴的拉格朗日（二本松謙）
- 魯邦三世 -名為峰不二子的女人-（警官[3]）

2013年
- Aikatsu！偶像活動！（騎士、記者、播報員）
- 蒼藍鋼鐵戰艦 -ARS NOVA-（織部僧[4]）
- 狗與剪刀必有用（教團成員、黑服）
- 宇宙戰艦大和號2199（林繁、小宮聡、南部康造、格爾德·伯傑、尼格魯·貝克、通信室前的乘務員、航宙士、士兵、檢問的親衛隊員、UX-01觀測士、旁白、保安部員、赫爾德中佐的部下、當美拿殊III世士兵、第二管制員、親衛隊、格爾艦隊工兵、當美拿殊II世通信士）[5][6][注 1]
- 有頂天家族（警官、親衛隊A）
- AKB0048 next stage（中尉）
- 銀魂'（隊士、店員）
- 琴浦小姐（門下生A）
- 限制級殺手
- 佛朗明哥武士（司機）
- 翠星上的加爾岡緹亞（艦隊通信、通信、皮尼歐的朋友、主任）
- 噬血狂襲（老師）
- 鑽石王牌（峰富士夫、教頭）
- 初音島III
- 探險托里蘭托 -千年真寶-（父親）
- 科學超電磁砲S（警衛）
- 東京闇鴉（咒搜官、醉漢A、教官）
- DokiDoki！光之美少女（不良、郷田、裁判、紙牌協會員、鏡的聲音、司機、牙醫）
- 美食獵人（實況）
- 來自風平浪靜的明天（比良平千咲的父親）
- 李洛克的青春全力忍傳（熱）
- 火影忍者級風傳（封印班、夜風、野之田、砂忍、此之國家老、木葉暗部、蠍的父親、聯合軍忍者）
- 忍者亂太郎（忍者）
- 野獸傳奇（ドルフィン）
- 襲來！美少女邪神W（教師）
- 魔奇少年（民衆C、士兵B、隨從人員A、士兵C、布洛魯）
- 單色小姐 -The Animation-（監督）
- 校園剋星（遠藤老師）
- 校園剋星 ～Refrain～（遠藤老師、議員）
- 蘿球社！SS（裁判、廣播）
- Walkure Romanze 少女騎士物語（大叔）

2014年
- M3 ～黑色鋼鐵～（監視員）
- 鋼彈創戰者（警官）
- 最近，妹妹的樣子有點怪？（醫師）
- 櫻Trick（古典老師）
- 四月是你的謊言（審査員）
- 銀河騎士傳（青木柏手）
- JoJo的奇妙冒險 星塵鬥士（船員A）
- 白銀的意志 ARGEVOLLEN（西卡[7]）
- SHIROBAKO（遠藤亮介、中山田）
- Soul Eater Not！（教師）
- 鑽石王牌（館廣美）
- 屬性同好會（寅田）
- 東京闇鴉（講師、職員、播報員、祗魔官）
- 七大罪（村人）
- 火影忍者疾風傳（霧忍、紋次、木葉暗部、伊布里一族的人、阿凱的部下、卡卡西的學生、宇智波但馬、初代風影·列斗）
- 忍者亂太郎（高茶丸〈第2代〉、毒竹城忍者）
- NO GAME NO LIFE 遊戲人生（戰士）
- 愚者信長（林秀貞、士兵A）
- 元氣囝仔（男人）
- 龍孃七七七埋藏的寶藏（警官B）

2015年
- 俺物語!!（醫生）
- 哆啦A夢 (水田山葵版)（店員、中年男性、記者、叔叔）
- 絕命制裁X（小湊雛子的父親）
- 火影忍者疾風傳（伏木）
- 單色小姐 -The Animation- 2（工作人員）
- 亂步奇譚 拉普拉斯的遊戲（大曾根幸子的父親）

2016年
- 重裝武器（史達卡特·瑞隆[8]）
- 機動戰士鋼彈 鐵血的孤兒（斯雷普尼爾艦長）
- 春&夏推理事件簿 ～春太與千夏的青春～（天野憲司）
- Active Raid -機動強襲室第八係-（長沼）
- JoJo的奇妙冒險 不滅鑽石（店主）
- 機動戰士鋼彈UC RE：0096（聯邦兵、NEO吉翁士兵）
- 爆旋陀螺Burst（小紫協屋的父親）
- 發條精靈戰記 天鏡的極北之星（暹帕·薩扎路夫）
- 歌之王子殿下♪ 真愛Legend Star（導演）

2017年
- 幼女戰記（史瓦魯科夫）
- 櫻花任務（橋本）
- 有頂天家族2（鬼A）
- 時鐘機關之星（經產大臣）
- 騎士&魔法（康恩隊長）

2018年
- 比宇宙更遠的地方（玉木真理〈小決〉的父親）
- 牙鬥獸娘（橫田大）
- LOST SONG（警護兵長）
- 極道超女（瀨田）
- （中西太一[9]）
- 後街女孩（電台廣播節目主持、司會者）
- ISLAND（樞機卿）
- 只要別西卜大小姐喜歡就好（尼斯洛克）

2019年
- 荒野的壽飛行隊（阿道夫山田[10]）
- 傀儡馬戲團（螺旋鑽·九月）
- 消滅都市（室長）
- 魔法水果籃（草摩夾的父親）

2020年
- 名偵探柯南（小杉裕雅）
- 神田川JET GIRLS（新紫集院文文的父親）
- 魔王學院的不適任者～史上最強的魔王始祖，轉生就讀子孫們的學校～（格斯塔）
- 夢夢貓（安西常葉的爸爸）
- 王之逆襲 意志的繼承者（日语：キングスレイド）（[11]）

2024年
- 金肉人 完美超人始祖篇（ジャック・チー[12]）

### OVA
2010年
- 百合星人奈緒子美眉（店員）

2011年
- 薄櫻鬼 雪華錄（村人）

2013年
- 機動戰士鋼彈UC

2014年
- 今際之國的闖關者[注 2]
- 翠星上的加爾岡緹亞 ～遙遠的巡迴航路～ 前篇（貝洛茲的同伴）

2017年
- 宇宙戰艦大和號2202 愛的戰士們（林繁[13]、無畏號戰艦級隊員[14]）

### 電影動畫
2004年
- 遊☆戲☆王 怪獸之決鬥：光之金字塔

2009年
- The Asylum Session（日语：アジール・セッション）

2011年
- 劇場版 戰国BASARA -The Last Party-（士兵）
- 劇場版 網球王子：決戰英國網球城！
- 劇場版 火影忍者：血獄（鬼燈城的看守）

2012年
- Code Geass 亡國的阿基德 第1章「翼龍翔臨」（史帝芬·馬爾卡勒）
- 魔法少女奈葉 The MOVIE 2nd A's
- 劇場版 火影忍者：忍者之路（木葉忍者村民）

2013年
- Kick-Heart（デビルチキン）

2014年
- 宇宙戰艦大和號2199 追憶的航海（ゲルト・ベルガー）
- 宇宙戰艦大和號2199 星巡的方舟（林繁[15]）

2015年
- 劇場版 蒼藍鋼鐵戰艦 -ARS NOVA- DC（織部僧[16]）
- 劇場版 蒼藍鋼鐵戰艦 -ARS NOVA- Cadenza（織部僧[17]）
- Code Geass 亡國的阿基德 第3章「輝煌之物從天墮下」（史帝芬·馬爾卡勒）

2017年
- 宇宙戰艦大和號2202 愛的戰士們（林繁、ドレッドノート級クルー）

2020年
- 劇場版 SHIROBAKO（遠藤亮介[18]、宮森葵的父親[19]）

2024年
- 永遠的大和號 REBEL3199 第一章 黑之侵略（南部康造[20]）
- 永遠的大和號 REBEL3199 第二章 赤日之出擊（南部康造[21]）

2025年
- 永遠的大和號 REBEL3199 第三章 群青的小行星（南部康造[22]）
- 永遠的大和號 REBEL3199 第四章 水色的少女（南部康造[23]）

### 網路動畫
2006年
- 星空奇蹟（日语：星空キセキ）（部下）

### 遊戲
2003年
- 曉試製一號（日语：アカツキ電光戦記）（曉）

2004年
- 耽美夢想 ～優美的記憶～

2005年
- 星際牛仔 追憶的夜曲（日语：カウボーイビバップ 追憶の夜曲）
- 次元艦隊

2006年
- Iron Feather（日语：アイアンフェザー）
- 戀愛情結 ～パンチDEコント～（男學生）

2007年
- 曉電光戰記（日语：アカツキ電光戦記）（曉、魏）

2009年
- 遊☆戲☆王5D's 雙重戰力4（日语：遊☆戯☆王ファイブディーズ タッグフォース4）（一般角色）

2010年
- （曉、大魏、[ムラクモ] 错误：{{Lang}}：無法辨識代碼 aj（帮助））
- 遊☆戲☆王5D's 雙重戰力5（日语：遊☆戯☆王ファイブディーズ タッグフォース5）（一般角色）

2011年
- 侍道4（日语：侍道4）
- 科學超電磁砲（長點學年主任）
- 遊☆戲☆王5D's 雙重戰力6（日语：遊☆戯☆王ファイブディーズ タッグフォース6）（一般角色）

2012年
- 極限逃脫ADV 好人不長命（葛雷姆、刑事）
- 連遊戲要聽爸爸的話！（講師）
- 幻想水滸傳 交織的百年之時（日语：幻想水滸伝 紡がれし百年の時）（莫迪、尼昆巴、旺）
- 時光旅行者
- 偵探神宮寺三郎 復仇圓舞曲（日语：探偵 神宮寺三郎 復讐の輪舞）（天野信也、流氓2）
- 聖火降魔錄 覺醒（蓋亞）

2013年
- UNDER NIGHT IN-BIRTH Exe:Late（日语：UNDER NIGHT IN-BIRTH）（曉[24]）
- 真·女神轉生IV

2014年
- UNDER NIGHT IN-BIRTH Exe:Late PS3版（曉[25]）

2015年
- UNDER NIGHT IN-BIRTH Exe:Late[st]（曉[26]）
- 幻影異聞錄♯FE（[27]）
- XUCCESS HEAVEN（ヘミングウェイ、宇佐美銀之介、[28]）
- SWEET CLOWN ～午前三時的怪異小丑～（[29]）
- 超銀河秘球GT（[30]）
- 聖火降魔錄if（葛雷）

2016年
- UPPERS（小柳純也[31]）
- 逆轉奧賽羅尼亞（彗）
- 問答RPG 魔法使與黑貓維茲（達目薩·伊納）
- 真·女神轉生IV FINAL（尼卡萊）
- 魔物獵人物語（丹前輩）
- Life Is Strange（威廉·普萊士）

2017年
- Aerial Legends（關羽（報恩鬼神）、亞瑟（劍士））
- 最終騎士 -X fragments-（亞基特）
- 足球小將翼 ～奮戰夢幻隊～（阿莫羅、羅賓遜[32]）
- 真·女神転生 DEEP STRANGE JOURNEY（諾里斯[33]）
- 生化危機7 惡靈古堡（霍夫曼）
- 聖火降魔錄 英雄雲集（蓋亞）
- BLACK WOLVES SAGA（日语：BLACK WOLVES SAGA） - Weiβ und Schwarz -
- 地球防衛軍5（日语：地球防衛軍5）（軍曹的部下）

2018年
- 審判之眼：死神的遺言（手杖男）

- 足球小將翼 ZERO 夢幻射門！（中西太一[34]）
- 棕色塵埃（日语：ブラウンダスト）
- 奇異人生：暴風前夕（威廉·普萊斯）
- 蒼翼默示錄：交叉組隊戰（曉）

2019年
- 聖火降魔錄 風花雪月（藍伯特）
- 怪物彈珠（2019年 - 2024年 開鎖度隆帕、摩斯〈粉絲〉、窟巫迦恩司、嗶嗶Q）

2020年
- UNDER NIGHT IN-BIRTH Exe:Late[cl-r]（曉）

### 廣播劇CD
- 廣播劇CD 逆轉裁判5 ～逆轉的動物馬戲團!?（～耶提）
- 宵星傳奇 虛空的假面 前篇
- 奈奈與薰的SM日記（星野）
- 打工吧！魔王大人（真奧貞夫）[注 3]
- （導師）

### 外語配音

#### 電影
- 美國超級艦隊（Bryant〈Sean Patrick Smith 飾演〉）
- 蟻俠（Kurt〈David Dastmalchian 飾演〉）
- 天罡星下凡（英语：Born to Raise Hell (film)）（Sorin〈Claudiu Bleonț 飾演〉）
- 美國隊長：復仇者先鋒（Loader）
  - 美國隊長2：酷寒戰士（發射技師）
- 我老爸的房子（英语：Casa de Mi Padre）（Onza〈蓋爾·賈西亞·貝納 飾演〉）
- 黑暗騎士：黎明昇起（CIA分析家）
- 怪誕黑家族
- 血世紀
- 為所應為（Mookie〈史派克·李 主演〉）
- 印度電影蠅俠（ジャニ）
- 仇敵當前（英语：Enemies Closer）（Henry Taylor〈湯姆·埃弗瑞特·斯科特 主演〉）
- 機密真相（Ken Evans〈布萊恩·格拉格提 飾演〉）
- 渾身是勁（英语：Footloose (2011 film)）
- 戀搞好朋友（Parker〈布萊恩·加連保格 飾演〉）
- 特種部隊2：正面對決（WH男性）
- 哥斯拉（特殊部隊隊員1）
- 青蜂俠
- 虎媽宅子（英语：The Guilt Trip (film)）（Andrew Margolis, Jr.〈亞當·斯科特〉）
- 鄉下人（英语：Hick (film)）（Clement〈羅伊·克金 飾演〉）
- 飢餓遊戲：星火燎原（Gloss〈Alan Ritchson 飾演〉）
- ID4星際重生（Floyd Rosenberg〈Nicolas Wright 飾演〉）
- 星際效應（Getty醫師〈托弗·格雷斯 飾演〉）
- 愛在此時（英语：Just Wright）
- 危險秘密（Mark）
- 超人：鋼鐵英雄（Laramore少校〈David Lewis 飾演〉）
- 迷懵夢寐（Max〈克里斯多福·阿伯特 飾演〉）
- 復仇者聯盟（警官）
- 巨蟒大戰恐鱷（英语：Mega Python vs. Gatoroid）
- 午夜巴黎（巴勃羅·畢卡索〈Marcial Di Fonzo Bo 飾演〉）
- 不可能的任務：全面瓦解（Erik〈韋斯·本特利 飾演〉[35]）
- 泡沫人生（英语：Mood Indigo (film)）（Chick〈蓋得·艾馬勒 飾演〉）
- 致命速遞（英语：The Package (2013 film)）（Devon〈達倫·薛拉維 飾演〉）
- 食人魚3DD（Josh〈讓-盧克·比洛多 飾演〉[36]、Andrew Cunningham、Meau、攝影指導）
- 火線反擊（英语：Safe (2012 film)）（Quan Chang〈雷吉·李 飾演〉）
- 凶兆（副保安官〈詹姆士·蘭森 飾演〉）
  - 凶兆2（英语：Sinister (film)）（前副保安官〈James Ransone 飾演〉）
- 拉科尼亞號的沉沒（英语：The Sinking of the Laconia）
- 闇黑無界：星際爭霸戰（安迪）
- 自殺突擊隊（車站月台的醫生）
- 超級8（Tully）
- 青春沙灘電影（英语：Teen Beach Movie）（Butchy〈約翰·德盧卡 飾演〉）
- 德州電鋸殺人狂3D（Deputy Hartman〈史考特·伊斯威特 飾演〉）
- 雷神索爾（技術工）
  - 雷神索爾2：黑暗世界（電視記者）
- 大學生"做"了沒？（英语：The To Do List）（Duffy〈Christopher Mintz-Plasse 飾演〉）
- 變形金剛系列
  - 變形金剛3（上司）
  - 變形金剛5：最終騎士（NASA技師[37]）
- 白宫末日（Mulcahy[38]）
- 鬼擋路6終：極審判（英语：Wrong Turn 6: Last Resort）（Doucette保安官）

#### 電視影集
- 大偵探波洛
- 惡魔島
- CSI犯罪現場 (第10、11季)
- CSI犯罪現場：邁阿密 (第9、10季)
- CSI犯罪現場：紐約 (第6～8季)
- 鐵漢督察（英语：DCI Banks）
- 辯護律師
- 荒唐好萊塢 (第2季)
- 黑色豪門企業 (電視影集版)（Andrew Palmer）
- 巨人
- 奇異果女孩
- 實習醫生 (第7季)
- 愛卡莉
- 談判專家
- 靈媒緝凶 (第5季)
- 梅林傳奇
- 尼基塔
- 太平洋戰爭
- 泛美之旅
- 金剛戰士S.P.D.（The Blue-Head）
- 私人診所 (第4、5季)
- 慾海醫心 (第3季)
- 狙擊生死線（日语：Shooter (TV series)）
- 記憶神探
- 勝利之歌
- 血洗白教堂 (第3季)

#### 動畫
- 彩虹小馬：友情就是魔法（Mr.Carrot Cake、Orange Uncle、Filthy Rich、Crackle、旁白 等）
  - 彩虹小馬：坎特拉女孩4，永恆自由傳奇（Filthy Rich）
- 雷神奇俠：神之領域（英语：Marvel Animated Features） ※迪士尼XD版。

### 舞台
- 都（2001年7月18日－22日）
- 凱撒大帝（2002年4月9日－14日）
- 愛（2003年11月27日－30日）
- LOVE SONG（2004年2月）－矢崎銀太
- 宍町 世微妙物語（2005年2月3日－5日）－永井佑也
- 園 皐月祭（2005年5月19日－22日）
- 同期之櫻（2005年8月1日－6日）
- 災厄娘（2005年10月7日－10日）
- tatsuya 最愛者側（2006年2月28日－3月5日）
- WITH YOU（2006年10月4日－8日）
- 喰逃（2007年5月18日－20日）
- 晴明奇傳（2007年9月29日、30日）－藤原秀成
- 我登山的理由（2008年6月13日－15日）－松山繁
- 變身（2008年9月12日－14日）
- 6（2017年9月27日－10月1日）

### 廣播
- 松本忍！
- 松本忍!!

### 廣告
- 教職員教濟（旁白、狸貓）
- 日本生命保險 新·活著的力量

### 其它
- 祭2017 出張！祭SP（2017年8月27日YOUTUBE現場直播，露面出演）
- 摩根費里曼之穿越蟲洞（配音出演）

## 音樂作品

### 角色歌曲
| 發行日期 | 標題        | 名義        | 曲名       | 備註                                        |
| 2014年   | 2014年      | 2014年      | 2014年     | 2014年                                      |
| -------- | ----------- | ----------- | ---------- | ------------------------------------------- |
| 6月25日  | Purest Blue | Blue Steels | 「蒼空下」 | 電視動畫《蒼藍鋼鐵戰艦 -ARS NOVA-》角色歌曲 |
| 2015年   |             |             |            |                                             |
| 1月28日  | Blue Snow   | Blue Steels | 「」       | 電影動畫《蒼藍鋼鐵戰艦 -ARS NOVA- DC》      |

## 腳註

## 外部連結
- Mausu Promotion公式官網的聲優簡介 （页面存档备份，存于） （日語）
- 劇團ALTEREGO公式官網的團員簡介 （日語）
- （日語）－松本忍的官方個人部落格。
- 松本忍的X（前Twitter） （日語）